# Коттрелл, Алан
Сэр А́лан Ко́ттрелл (англ. Alan Cottrell; 17 июля 1919 — 15 февраля 2012) — британский физик и металлург, член Лондонского королевского общества.

## Семья и ранние годы
Алан Коттрелл родился в Бирмингеме 17 июля 1919 года, старший сын Альберта и Элизабет Коттреллов. Его брат, Стенли, также металлург, родился в 1925 году. Его дедушка создал успешный бизнес в сфере розничной торговли обувью в городе и продал его в конце Первой мировой войны, инвестируя средства в блок недвижимости на Moseley and Balsall Heath, состоящий из магазинов, домов и земли. Отец Алана занялся разработкой и управлением имуществом, и они жили в одном из домов до 1932 года.
Его начальное образование проходило в начальной школе в трёх минутах ходьбы от дома. Воодушевлённый замечательной учительницей, в ранних классах он выиграл конкурс эссе, а затем успешно сдал вступительный экзамен в гимназию Мозли. В возрасте 15 лет ему предложили перевод в главную школу в городе, но он предпочел остаться в Мозли. В школе у него было развито логическое мышление, его интересы были обращены к науке, а не к искусству, особенно к астрономии, электричеству и технике. Интерес к радиотехнике и механике был привит его отцом. От своей матери он развил музыкальный вкус и научился играть на пианино, в чём он преуспел в дальнейшей жизни. Также он любил рыбачить.
В середине 30-х годов прошлого века после окончания школы традиционным путём к определённой степени в области науки была работа в промышленности или прохождение специальных курсов. Соответственно, в 1936 году Алан получил работу в ICI Metals, Witton, в качестве лаборанта и пошёл на курс в местном техническом колледже. Затем после предложения работать в университете Бирмингема он посетил факультеты физики, машиностроения, но остановил свой выбор на факультете металлургии.

## Карьера и научная деятельность

### Университет Бирмингема и военные годы, 1936-45
К тому времени как Алан Котрелл начал работать в университете Бирмингема, на факультете металлургии помимо простейших методов анализа и обработки образцов были введены некоторые научные аспекты предмета, включая металлографию, рентгеновскую дифракцию, химию сплава Юм-Ротера и концепцию дислокаций, разработанную Джефри Тейлором, это стало определенным шагом к пониманию фундаментальной науки о металлах и сплавах.
В июне 1939 года Алан окончил с отличием первый курс и получил стипендию для исследования восстановления металлов от эффектов деформации. Тем не менее, война не позволила провести эти исследования, и после того, как он был определен для обучения в Королевском бронетанковом корпусе, его перевели в запас, чтобы провести военное исследование на факультете металлургии. Многие из выпускников высших учебных заведений были направлены туда же и проводили важные исследования.
Задача Алана заключалась в изучении проблемы трещин, связанных с дуговой сваркой легированных сталей для резервуаров. Сталь, особенно в толстых срезах, вызывала обширное растрескивание вдоль зон с термическим воздействием, которые окаймляли сварные швы.Появилось подозрение, что это было связано с образованием твёрдой, хрупкой мартенситной фазы в этих зонах, но было мало доказательств. Необходимо было решить эту важную практическую проблему, чтобы избежать этого эффекта и создать прочные сварные соединения без трещин. Первоначально Алан находился под руководством профессора Е.C. Роллансона, но позже он возглавил команду, в которую вошли К. Винтертон, П.Д. Кроутер и Дж.А. Уилер. Они установили рабочее понимание вовлечённых научных процессов и разработали методы для предотвращения растрескивания путем предварительного нагрева. Полученные результаты были приняты министерством, но их применение оставалось тайным. Тем не менее, в работе были сделаны некоторые интересные научные открытия, в частности, обнаружили, что метастабильный аустенит может быть разложен на мартенсит и бейнит за счет пластической деформации. Они смогли опубликовать некоторые результаты, и Алан получил степень доктора наук в 1942 году.
В 1944 году на факультете Алана попросили подготовить новый курс по физике металлов. Его он и начал преподавать в 1945 году. Несколько лет спустя этот курс стал основой его книги «Теоретическая структурная металлургия». Его главная цель заключалась в том, чтобы научить учащихся думать о металлах и сплавах в терминах «того, что делают атомы», а не в полуэмпирических методах традиционных подходов.

### Послевоенные годы, 1945-55
В конце войны факультетом был получен грант, часть которого была выделена Алану на изучение прочности и пластичности металлов. После консультации с Эгоном Орованом в Кембридже небольшая группа Алана начала выращивать и деформировать монокристаллы из чистых металлов, первоначально цинка и кадмия. Первое достижение состояло в том, чтобы с достоверной точностью проверить закон ползучести Андраде.
Зимой 1946-47 годов произошел национальный топливный кризис, что повернуло работу Алана в теоретическое направление. Факультет был вынужден приостановить все эксперименты в течение нескольких недель. Однако активная научная работа продолжалась. Факультет вскоре стал известен как ведущий центр науки о металлах и привлек многих выдающихся исследователей. Каждую неделю проводились семинары для студентов для вовлечения их в текущую деятельность факультета. Читались лекции известных ученых и научных представителей ведущих технических компаний. В 1949 году как Коттрелл был назначен профессором физической металлургии.
Следуя статье, в которой Френк Набарро обсудил возможность «застревания» дислокационных линий на чужих атомах, распределённых случайным образом через кристалл сплава, Коттрелл рассмотрел ситуацию, в которой атомы были подвижными и могли диффундировать. Он предложил гипотезу о возможности перехода атомов в ядро дислокации и «закрепления» его. Он понял, что такая сегрегация может быть обнаружена химическим травлением, но только спустя некоторое время один из его учеников, Нил Маккиннон из Австралии, решил эту проблему. К тому времени техника «декорирования» дислокаций была разработана П. Лакомбом, Дж.У. Митчеллом и другими.
В 1955 году Алан был избран в Королевское общество за работу над дислокациями. Затем был приглашён в Исследовательское учреждение по атомной энергии в Харвелле, чтобы стать заместителем начальника отдела металлургической промышленности. После 19 лет в Бирмингеме Алан ушел со своего поста, чтобы занять новую должность. Работа в Харвелле показалась идеальной для Алана, он применял свой предыдущий научный опыт, чтобы понять «радиационный ущерб» металлов и помочь разработать радиационно-стойкие материалы для строительства ядерных энергетических реакторов. Так начался следующий этап его карьеры.

### Исследовательское учреждение атомной энергии в Харвелле, 1955-58
Коттрелл перебрался в Харвелл весной 1955 года. После дружеской атмосферы в Бирмингеме он был шокирован, когда обнаружил, что учреждение было заполнено отдельными группами, соперничеством и «классовой» структурой. «Высший» класс был определён физиками, особенно физиками-ядерщиками, которые обычно проводили политические и плановые эксперименты, а затем были «остальные», среди которых были металлурги, которые в основном изготавливали оборудование и материалы для экспериментов. Котрелл присоединился к только что формированному подразделению физики твердого тела, которое образовалось из подразделения металлургии, которая занималась вопросами радиационного поражения, из группы нейтронной дифракции и другой небольшой группы физиков. Алан вскоре собрал вокруг себя нескольких научных сотрудников со всего подразделения, а также нескольких исследователей из Центрального совета по производству электроэнергии (CEGB), прикомандированных в то время, когда были построены ядерные лаборатории Беркли и других генерирующих компаний.
Целью исследования Алана в Харвелле было сосредоточиться на научном понимании радиационного ущерба в тех областях, которые наиболее полезны для развития ядерных энергетических реакторов. Большая часть исследований во всём мире заключалась в определении энергий образования и миграции вакансий и междоузлий и идентификации различных стадий отжига. Несмотря на то, что это было важно, Алан вместо этого сосредоточился на двух проблемах: поведение урана при облучении, а также упрочнение и повышение хрупкости (охрупчивание) конструкционной стали, используемой для сосудов высокого давления в реакторе. Проблема с ураном в качестве материала для топлива заключается в «набухании» из-за образования газовых пузырьков или карманов из вакансий и продуктов деления криптона и ксенона. Эти две важные проблемы были решены Котреллом за эти 3 года работы.
Несомненно Коттрелл сделал важный вклад для британской ядерной энергетической программы. Без него программа реактора Magnox столкнулась бы с серьёзными эксплуатационными проблемами в течение нескольких недель после запуска. Помимо проблемы удаления изогнутых стержней из каналов, возможно, произошёл бы перегрев и разрыв топливных баков.

### Кембридж, 1958-64
18 января 1958 года вице-канцлер Кембриджского университета, Лорд Адриан, написал Коттреллу, предложив ему место Голдсмита и руководство факультетом металлургии. Заняв должность в октябре 1958 года, Коттрелл понял, сколько ему нужно сделать, чтобы создать статус и репутацию факультета.Уже были исследованы механические свойства, коррозия, и начали применять метод просвечивающей электронной микроскопии для изучения сплавов, но первоначальное представление Коттрелла заключалось в том, что общий уровень исследований требовал значительного улучшения.
Центральный совет по производству электроэнергии (CEGB) и Управление по атомной энергии (AEA) обеспечили значительное финансирование исследований, а Совет по научным исследованиям предоставил гранты на приобретение нового оборудования, в частности, современного электронного микроскопа.
Коттрелл создал исследовательские группы в двух новых областях исследований: полевой ионной микроскопии (FIM) и сверхпроводимости. Метод полевой ионной микроскопии (FIM) был признан Коттреллом как техника, способная исследовать радиационное повреждение и дефекты, такие как дислокации, на атомарном уровне. Кроме того, Коттрелл считал, что сверхпроводимость выходит из сфер чистой физики в междисциплинарный предмет, требующий материаловедения. Исследования сверхпроводимости в Кембридже должны были постоянно нарастать: от разработки понятий «зацепления» вихревых потоков по дефектам (почти аналогичные зацеплению дислокаций) до обширных исследований по высокотемпературным сверхпроводникам и тонкоплёночной технологии, которая выпускает широкий спектр устройств и наноматериалов.
Собственные исследования Коттрелла сосредоточились на трех темах: (I) упруго-пластическая деформация и разрушение на вершинах острых трещин; (II) экспериментальные наблюдения деформации и разрушения в зубчатых стержнях из стали; и (III) армированные волокном композиты. Первая тема включала теорию непрерывных распределений дислокаций: «реальные» дислокации вне трещины и «виртуальные» дислокации внутри трещины. Первые результаты были получены в начале 1960 года, а концепция инициирования трещин, которая определялась достижением критического смещения трещин, была использована Коттрелом на встрече Института железа и стали в декабре 1960 года для объяснения размера воздействия на разрушение.
Вне университета Алан выступал в качестве консультанта как для Управления по атомной энергии (AEA), так и для Центрального совета по производству электроэнергии (CEGB), и стал членом Совета Управления по атомной энергии (AEA) на неполную ставку. Он стал вице-президентом Королевского общества и, как отмечалось выше, дал в числе многих других лекций Бейкеровскую лекцию в 1963 году. Он также стал членом Консультативного комитета по научной политике, где он впервые встретился с сэром Солли Цукерманом.

### Работа в правительстве, 1964-74
В 1964 году Цукерман подошёл к Коттреллу с предложением стать одним из двух его заместителей в Министерстве обороны (МО) (вторым был сэр Уильям Кук). Это предложение было более решительно повторено несколько позже на Празднике Коллегии в Колледже Христа, лордом Луисом Маунтбеттеном, который был почётным членом колледжа. Основной причиной этого шага было то, что он сильно заинтересовался национальной научной и промышленной политикой, особенно в необходимости укрепления и активизации британской промышленности, вливая её в современные научные технологии.
В конце 1967 года Коттрелл принял приглашение Цукермана переехать в Кабинет министров в качестве заместителя главного научного советника (CSA) в правительстве. Он был уже заместителем Цукермана в качестве председателя Центрального консультативного совета по науке и технике. Его работа касалась впечатляющего спектра вопросов, в том числе «утечки мозгов», национальной статистики для НИОКР (R&D), передачи государственных ресурсов от обороны к гражданской промышленности, европейского сотрудничества в области науки и техники, загрязнения окружающей среды, исследований в области пищевых продуктов и сельского хозяйства, программы Advanced Passenger Train (APT), участие Великобритании в программе ЦЕРН (Centre Européenne de la Recherche Nucléaire, CERN) и, что наиболее важно, национальных приоритетов в области науки и техники. У него было много других вопросов, которыми тоже надо было заняться, в том числе занижение правительством важности космической деятельности и экологических проблем: он представлял Великобританию на Стокгольмской конференции ООН по окружающей среде. В январе 1971 года Коттрелл получил рыцарское звание в новогоднем списке наград.
Но вскоре начальство Котрелла изменилось, и настал менее благоприятный для работы период. Виктор Ротшильд был взят Эдвардом Хитом в качестве главы недавно созданного Центра обзора политики (CPRS), который действовал как независимое подразделение в Кабинете министров (широко известный как «мозговой центр»). Он начал брать на себя некоторые функции главного научного советника (CSA), в том числе давать советы премьер-министру по научным аспектам, компьютерной политике и ядерной энергетике. Цукерман был теперь невлиятельным и не мог поддерживать контроль над делами, которыми он ранее занимался. Коттрелл был вынужден заявить, что он уйдёт в отставку, если должность главного научного советника (CSA) не будет сохранена и предоставлена ему после ухода Цукермана. Его требование приняли, и в конце концов Цукерман ушёл в отставку, Коттрелл стал главным научным советником (CSA) 1 апреля 1971 года. Ему было поручено работать в тесном партнёрстве с Центром обзора политики (CPRS). Кроме того, Цукерман хоть официально и ушёл в отставку, сохранил место в Кабинете министров с особой ответственностью за политику в отношении ядерного оружия. Коттреллу осталась работа с космической политикой, окружающей средой и коммуникациями. Много времени проводили с Европейским экономическим сообществом, пытаясь координировать европейские исследования и разработки. Это привело к созданию Комитета по научно-техническим исследованиям (CREST) в Брюсселе.

### Колледж Иисуса, 1974-86
Коттрелл получил конфиденциальный запрос, заинтересован ли он в том, чтобы присоединиться к Колледжу Иисуса в Кембридже. Коттрелл согласился и перешел в ложу Магистров весной 1974 года.
Обязанности Коттрелла как Мастера были разделены на четыре основные области: (I) управление формальными делами колледжа через его Совет и Комитеты; (II) представление колледжа в университете; (III) решение «как можно лучше» проблем личных отношений, возникших в колледже; и (IV) обеспечение и участие в большом количестве социальных функций.
Он надеялся, что сможет сосредоточиться на некоторых «серьёзных научных исследованиях», но обнаружил, что любое свободное время, которое у него появлялось, было раздробленным на короткие промежутки, так что он не мог заниматься глубокой сосредоточенной работой. Он дал несколько публичных лекций, продолжал проявлять интерес к безопасности реактора с водой под давлением (PWR) и написал ещё две книги, направленные на широкую публичную читательскую аудиторию: "Экологическая экономика" и «Насколько безопасна ядерная энергия?» . Среди других наград за этот период он получил Золотую медаль Acta Metallurgica.
Вскоре после того, как он стал Мастером, Коттрелл поинтересовался, будет ли он желаем на посту вице-канцлера университета (тогда вице-канцлер избирался из «главы дома», который служил в течение двух лет). Колледж полностью поддерживал его кандидатуру. Коттрелл был предварительно избран и стал заместителем вице-канцлера в 1975 году. Коттрелл быстро обосновался в роли вице-канцлера, которая была похожа на роль Мастера, но в более широком масштабе. Он был удивлен тем, сколько времени пришлось потратить на «скрытые проблемы» в отношении личных жалоб, «реальных или воображаемых», которые ощущали сотрудники или научные сотрудники.
Коттрелл ушёл в отставку в качестве Мастера Колледжа Иисуса в 1986 году. Это были насыщенные событиями 12 лет: приём женщин в колледж; должность вице-канцлера университета, работа с принцем Эдвардом в качестве бакалавра. 

### Кембридж, 1986-2012
Выход на пенсию не означал прекращения деятельности в научно-технической области. Он получил должность в Отделе Материаловедения и Металлургии и вернулся к своим научным интересам в электронной структуре и свойствах металлов, написав «Введение в современную теорию металлов» (Институт Металлов, книга 403) в 1988 году, «Теория электронов в  конструкции сплавов» с Дэвидом Петтифором в 1992 году и «Химическое связывание в карбидах переходных металлов» (Институт Материалов книга 613) в 1995 году; кроме того, он написал несколько статей в «Наука о материалах и технология» в 1993 и 1994 годах, касающихся энергий связи, сцепления и силы связывания зерен.
В качестве Мастера он занимался некоторыми консультационными работами с Управлением по атомной энергии (AEA), Инспекцией по ядерным установкам и Rolls-Royce, и он начал уделять им больше времени. Одна деятельность связана с его опасениями относительно наличия и обнаружения мелких дефектов в сосудах высокого давления PWR. На каждом этапе производства и изготовления планировалось проведение различных проверок «контроля качества», но также после проведения испытания на гидравлическое давление «доказательством» должен был быть ультразвуковой контроль, чтобы служить «отпечатком пальца» для сравнения с периодическими ультразвуковыми проверками во время обслуживания. Они должны выполняться удаленно, с использованием специальных сборок. Все предлагаемые процедуры инспекции, оборудование и персонал должны быть заверены, и это было достигнуто через Центр проверки инспекций (IVC), расположенный в Управлении по атомной энергии (AEA) Risley. Чтобы обеспечить дальнейшее заверение, IVC учредил независимый консультативный комитет по управлению (MAC), председателем которого был сэр Алан, с 1983 по 1993 год. В первом из выводов, содержащихся в заключительном докладе Управления по атомной энергии (AEA) в 1993 году, говорится: «Проверка проверки подтвердила, что ультразвуковой контроль, проводимый на RV Sizewell B, способен обеспечить требуемое качество контроля, необходимое для обеспечения того, чтобы судно начало работу без значительных дефектов». Эти уверения были основным фактором в убеждении Коттрелла дать свое благословение Sewewell PWR. МАК не только регулярно встречался как комитет, но и совершил памятный визит в Sizewell B, когда электростанция строилась.
В 1988 году Брайан Эйр, исполнительный директор Управления по атомной энергии (AEA), создал Комитет - Техническую консультативную группу по структурной целостности (TAGSI) - чтобы продолжить работу в исследовательских комиссиях Marshall/Hirsch и дать рекомендации по вопросам структурной целостности в ядерной отрасли. Коттрелл стал одним из основателей TAGSI и энергично участвовал в его обсуждениях более десятилетия. Он ушёл в отставку 21 июня 1999 года.
Интересы сэра Алана в структурной целостности не ограничивались ядерной отраслью. С 1988 по 1995 год он был председателем Консультативного совета по материалам и процессам Rolls-Royce. Хотя темы в основном касались изготовления компонентов и свойств материалов, обеспечение пригодности для цели длительного обслуживания приводило к увеличению времени жизни для турбинных дисков, лопастей и теплозащитных покрытий. Также были рассмотрены свойства композитов из органического матричного волокна и композитов из керамической матрицы. Сэр Алан заложил основы для того, что сейчас является консультативным советом по материалам, производству и структурам Rolls-Royce, охватывающим весь спектр материалов и проблемы структурной целостности.
В начале 1990-х Коттрелл продолжал активно работать на многих фронтах. В 1991 году он был приглашён Институтом Материалов, чтобы прочитать вступительную лекцию Финнистона (в память о его бывшем коллеге в Харвелле, Монти Финнистоне), и он с готовностью согласился, несмотря на то, что он не всегда был в лучших отношениях с ним. В своей лекции, озаглавленной «Солнечный свет и тень в прикладной науке», говорилось об использовании разработки уранового топливного элемента в качестве примера для описания того, как решение практических вопросов («прикладная наука») бросает так много сложных, ранее незарегистрированных научных вызовов, на которые ученые отвечают. Он призывал к тому, чтобы наука такого рода понималась населением, промышленностью и политиками и лучше поддерживалась на национальном уровне. Он призвал инженерные институты играть активную роль в этом, хотя он не был уверен, что сообщение дойдет до нации.
В 1996 году Коттрелл множество раз был отмечен успехом. В декабре 1995 года Коттрелл был приглашён вице-канцлером в Кембридж для получения почётной степени доктора юридических наук, и это было предоставлено 28 июня 1996 года. 18 июля 1996 года он получил письмо от Королевского общества, объявив, что он был награждён медалью Копли (первый физический металлург, когда-либо получивший эту награду), и он был представлен к ней 29 ноября.

## Личная жизнь
В 1943 году Алан Котрелл был помолвлен на Джин Харбер. Она также разделяла любовь Алана к музыке и играла на скрипке, поэтому они часто устраивали домашние концерты. 7 октября 1951 года родился сын Алана и Джин Джеффри. Джин повсюду сопровождала Алана и помогала ему во всем, в чем могла, например, в организации вечеров и встреч.
В начале 1996 года Джин впервые начала испытывать признаки болезни Паркинсона. Алан посвятил себя уходу за ней на полный рабочий день, чтобы она оставалась дома. В последующие годы её состояние продолжало ухудшаться, и Коттрелл становился всё более физически истощённым, пытаясь справиться с этим. Она умерла в 1999 году. В этот период он также стал гораздо хуже слышать, на этом закончилось его наслаждение музыкой и лекциями. Тем не менее, его ум оставался таким же острым, как и прежде, и он продолжал публиковать работы о пластичности металлов в течение последних нескольких лет.
Его преданность Джин и забота о ней во время её болезни были понятны всем, и утрату, которую он испытал, когда она умерла, было чрезвычайно трудно преодолеть. Алан Коттрелл был блестящим человеком, преданным своей семье. Похороны сэра Алана состоялись 27 февраля 2012 года в часовне Колледжа Иисуса в Кембридже. 

## Награды и звания
- Медаль Хьюза (1961)
- Бейкеровская лекция (1963)
- Премия Хольвека (1969)
- Медаль Румфорда (1974)
- Премия Харви (1974)
- Медаль и премия Гутри (1977)
- Медаль Копли (1996)